# 長孫頹
長孫頹（4世紀—5世紀），代人，北魏官员。

## 生平
长孙颓善于骑马射箭，能拉三百斤的弓箭。长孙嵩死后，长孙颓袭爵为北平王，加侍中、征南大将军。太平真君三年三月壬寅（442年4月21日），长孙颓因为有罪，被削除王爵降为侯，被罢黜为戍守边疆的士兵，之后恢复北平王爵位，去世后谥号为安王。

## 家庭

### 父亲
- 长孙嵩，北魏柱国大将军、太尉、北平宣王

### 兄弟
- 长孙陵，北魏散骑常侍、左光禄大夫、都督秦雍荆梁益五州诸军事、征西将军、东阳仇池镇都大将、征东将军、都督青州诸军事、青州刺史、蜀郡庄王
- 长孙地汾，北魏安东将军、临川公

### 子女
- 长孙敦，北魏北镇都将、北平简王
- 长孙季，北魏武卫将军